# UFC Fight Night: Cejudo vs. Dillashaw
UFC Fight Night: Cejudo vs. Dillashaw (conosciuto anche come UFC Fight Night 143) è stato un evento di arti marziali miste tenuto dalla Ultimate Fighting Championship il 19 gennaio 2019 al Barclays Center di Brooklyn, negli Stati Uniti.

## Risultati
|                                        | Divisione                |                          |                          |                          | Metodo                                  | Round                    | Tempo                    | Premio                   |
| Card Principale (ESPN +)               | Card Principale (ESPN +) | Card Principale (ESPN +) | Card Principale (ESPN +) | Card Principale (ESPN +) | Card Principale (ESPN +)                | Card Principale (ESPN +) | Card Principale (ESPN +) | Card Principale (ESPN +) |
| -------------------------------------- | ------------------------ | ------------------------ | ------------------------ | ------------------------ | --------------------------------------- | ------------------------ | ------------------------ | ------------------------ |
| Sfida valida per il titolo di campione | Pesi mosca               | Henry Cejudo (c)         | batte                    | T.J. Dillashaw (cg)      | KO tecnico (pugni)                      | 1                        | 0:32                     | POTN                     |
|                                        | Pesi massimi             | Allen Crowder            | batte                    | Greg Hardy               | DQ (ginocchiata illegale)               | 2                        | 2:28                     |                          |
|                                        | Pesi leggeri             | Gregor Gillespie         | batte                    | Yancy Medeiros           | KO tecnico (pugni)                      | 2                        | 4:59                     |                          |
|                                        | Pesi mosca               | Joseph Benavidez         | batte                    | Dustin Ortiz             | Decisione unanime (29-28, 29-28, 29-28) | 3                        | 5:00                     |                          |
|                                        | Pesi mosca femminili     | Paige VanZant            | batte                    | Rachael Ostovich         | Sottomissione (armbar)                  | 2                        | 1:50                     |                          |
|                                        | Pesi mediomassimi        | Glover Teixeira          | batte                    | Karl Roberson            | Sottomissione (triangolo di braccio)    | 1                        | 3:21                     |                          |
| Card Preliminare (ESPN)                |                          |                          |                          |                          |                                         |                          |                          |                          |
|                                        | Pesi leggeri             | Donald Cerrone           | batte                    | Alexander Hernandez      | KO tecnico (calcio alla testa e pugni)  | 2                        | 3:43                     | FOTN, POTN               |
|                                        | Pesi mosca femminili     | Joanne Calderwood        | batte                    | Ariane Lipski            | Decisione unanime (30-26, 30-26, 30-27) | 3                        | 5:00                     |                          |
|                                        | Pesi mediomassimi        | Alonzo Menifield         | batte                    | Vinicius Moreira         | KO tecnico (pugni)                      | 1                        | 3:56                     |                          |
|                                        | Pesi gallo               | Cory Sandhagen           | batte                    | Mario Bautista           | Sottomissione (armbar)                  | 1                        | 3:31                     |                          |
| Card Preliminare (ESPN +)              |                          |                          |                          |                          |                                         |                          |                          |                          |
|                                        | Pesi leggeri             | Dennis Bermudez          | batte                    | Te Edwards               | Decisione unanime (30-26, 30-26, 30-26) | 3                        | 5:00                     |                          |
|                                        | Pesi welter              | Geoff Neal               | batte                    | Belal Muhammad           | Decisione unanime (29-28, 30-27, 30-27) | 3                        | 5:00                     |                          |
|                                        | Pesi welter              | Chance Rencountre        | batte                    | Kyle Stewart             | Sottomissione (rear-naked choke)        | 1                        | 2:25                     |                          |

## Premi
I lottatori premiati ricevettero un bonus di 50.000 dollari.
Legenda:
- FOTN: Fight of the Night (vengono premiati entrambi gli atleti per il miglior incontro dell'evento)
- POTN: Performance of the Night (viene premiato il vincitore per la migliore performance dell'evento)